# 大阪市立春日出小学校
大阪市立春日出小学校（おおさかしりつ かすがで しょうがっこう）は、大阪府大阪市此花区春日出中1丁目にある公立小学校。

## 概要
此花区の南部に位置する。大阪市立梅香小学校の分校として開設したのち、大阪市立春日出小学校として1961年に開校した。

## 沿革

### 略歴
大阪市立梅香小学校分校を起源とし、梅香小学校の過密化解消のため、1961年に同校から分離して新設開校した。開設当時、2-4年生が梅香小学校より転入した。
開校当時の校長、教頭、教員をはじめ全生徒で、校庭の東北方面の角に「春日山」を土を盛って山を造営した。そこに茅葺の山小屋を移築し周りに土塀、山道を造り、その道端には花々を植えた。楽しい遊び場になった。更に水田も造営した。さらに堺から風車を持ち込み立てた。後には正門裏噴水池に、一時的ではあるがペンギン二頭がやってきた。
音楽教育に熱心で、教頭の音頭とりで鼓笛隊が結成された。毎日の練習とオーディションの成果でレベルが上がり、フェスティバルホールへの出演や此花区大通り（市電通り）での鼓笛隊の演奏行進、阪急西宮球場で行われた阪急ブレーブスのイベントなどに参加した。その後、ブラスバンドの結成へと発展した。
2010年代に入ると、大阪市立島屋小学校において児童数の増加が見込まれるようになったため、島屋小学校の通学区域であった春日出南3丁目2番・3番を2011年に春日出小学校へ変更した。
かつて戦前に同名の春日出小学校があったが、学校沿革史上では連続していない。戦前の春日出小学校は明治時代初期の1873年に西成郡第二小区第二番小学校として設置され、のちに大阪市春日出尋常高等小学校・大阪市春日出国民学校などと改称した。しかし1947年の学制改革により、校舎を新制大阪市立此花第一中学校（現在の大阪市立春日出中学校）に転用することになったため、大阪市立四貫島小学校へ統合されて廃校となった。

### 年表
- 1961年4月1日 - 大阪市立春日出小学校として大阪市立梅香小学校から分離開校[4]。
- 2011年4月1日 - 春日出南3丁目の一部の通学区域を大阪市立島屋小学校から春日出小学校に変更。

## 通学区域
- 大阪市此花区[5]
  - 春日出中1 - 2丁目・3丁目（1番〈81号～135号〉）、春日出南1丁目（1番）・2 - 3丁目

卒業生は大阪市立春日出中学校に進学する。

## 出身者
- 行澤久隆 - 元プロ野球選手
- 谷口雅春 - 旧制春日出尋常高等小学校卒 宗教家　生長の家

## 交通アクセス
- 阪神なんば線 千鳥橋駅 南西へ約900m。
- JR西日本大阪環状線・桜島線（JRゆめ咲線） 西九条駅 西へ約1.6km。
- 大阪シティバス 43・56・79・81号系統 春日出バス停より南東へ約200m。

## 周辺施設など
校区内には、大手製造業である住友電工や住友化学、クボタ、大阪ガス、日新製鋼などの社宅が多く点在する。
- 朝日神明社 - 朝日・日中・夕日の浪速三明神の一つとして有名であった朝日宮（東区神崎町）と皇太神社（此花区川岸町）を合祀したものである。